# Elasmothemis
Elasmothemis is een geslacht van libellen (Odonata) uit de familie van de korenbouten (Libellulidae).

## Soorten
Elasmothemis omvat 8 soorten:
- Elasmothemis alcebiadesi (Santos, 1945)
- Elasmothemis aliciae González-Soriano & Novelo-Gutiérrez, 2006
- Elasmothemis cannacrioides (Calvert, 1906)
- Elasmothemis constricta (Calvert, 1898)
- Elasmothemis kiautai (De Marmels, 1989)
- Elasmothemis rufa De Marmels, 2008
- Elasmothemis schubarti (Santos, 1945)
- Elasmothemis williamsoni (Ris, 1919)